# Schistorhynx
Schistorhynx é um gênero de traça pertencente à família Arctiidae.